# The Den
Il The Den (originariamente noto col nome The New London Stadium) è uno stadio sito a New Cross, nella città di Londra,  in cui ha sede il Millwall, a 300 metri dalla stazione di South Bermondsey. Questo stadio si trova a meno di 500 metri di distanza dal vecchio The Den (oggi chiamato Old Den).
Costruito dove precedentemente era situata una chiesa, il The Den ha una capacità di 20 146 posti a sedere, anche se il numero medio di spettatori per la stagione 2016/17 è stata solo di 9 340.
Il The Den è il sesto stadio che il Millwall occupa dalla sua fondazione nel 1885 a Millwall, Isle of Dogs.

## Storia

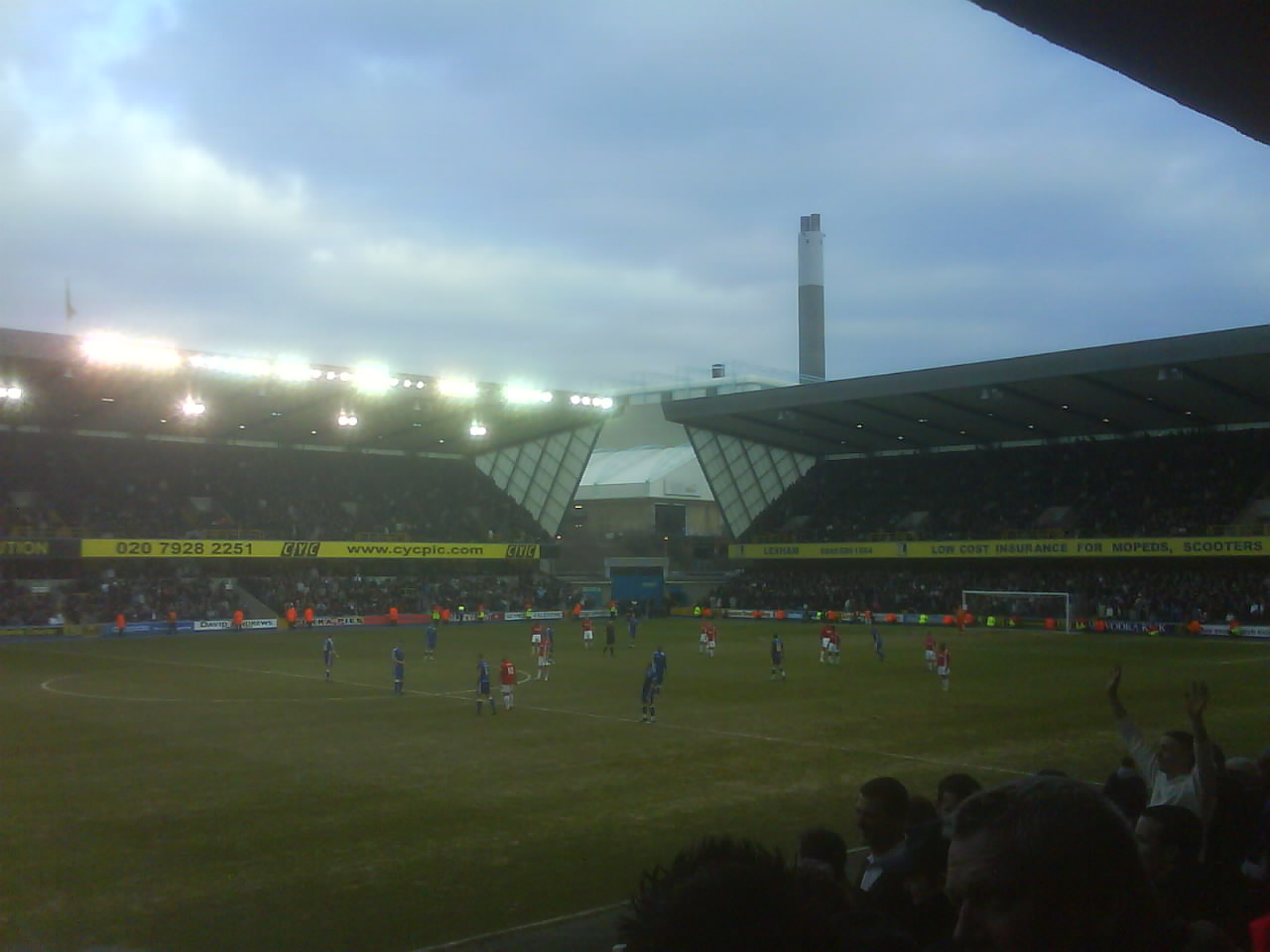
Il The Den, durante la partita Millwall - Charlton Athletic nel 2010.

Il New Den è stato il primo stadio ad essere stato completato dopo il Rapporto Taylor sulla strage di Hillsborough. È stato progettato per una gestione efficace degli spettatori (dati i problemi della folla del Millwall presso l'Old Den), con vie di fuga brevi e dirette.
Dopo che il presidente della squadra Reg Burr affermò che non sarebbe stato praticabile ristrutturare il Den, annunciò nel 1990 che il Millwall si sarebbe trasferito in un nuovo stadio sito nella zona dei Senegal Fields.
Originariamente era previsto che il nuovo stadio avrebbe potuto contenere 25 000 e 30 000 spettatori, ma il Millwall non poteva sostenere il costo per la costruzione di un impianto capace di contenere così tante persone.
Il Millwall si trasferì al nuovo stadio nel 1993, anno in cui venne disputata anche l'ultima partita nell'Old Den (precisamente quest'ultima si disputò l'8 maggio 1993. Costato 16 milioni di sterline, il nuovo Den è stato aperto da John Smith il 4 agosto 1993 in occasione di un'amichevole contro lo Sporting Lisbona (nella partita il Millwall perse avendo subito due gol).
Il Millwall, dopo aver cambiato lo stadio, visse un periodo molto particolare. Nella sua prima stagione nel nuovo stadio (FA Premier League 1993-1994) si classificò al terzo posto nel campionato di Division One - il risultato migliore dopo la retrocessione dalla seconda divisione quattro anni prima. Tuttavia si azzerarono le possibilità che la squadra entrasse nella Premier League dopo che quest'ultima subì una dura sconfitta nei play-off. Ciò li ha relegati in Division Two nel 1996, dove sono poi rimasti fino al 2001. Sono arrivati vicini alla promozione in Premier League nel 2002, arrivando quarti, ma ancora una volta, perdendo nei play-off. I Lions hanno raggiunto la finale di FA Cup e nonostante una sconfitta per 3-0 dal Manchester Utd si sono qualificati per una coppa europea per la prima volta (anche se la loro permanenza in Coppa UEFA fu di breve durata). Retrocessi dalla Premier League nella Football League Championship (la seconda più alta divisione in Inghilterra), nel 2006 ottennero una nuova promozione.

## Media spettatori
- The Championship

2017-2018: 13.368
- League One

2016-2017: 9.340
2015-2016: 9.108
- The Championship

2014-2015: 10.902
2013-2014: 11.330
2012-2013: 10.903
2011-2012: 11.888
2010-2011: 12.663
- Football League One

2009-2010: 10.966
2008-2009: 9.078
2007-2008: 9.122
2006-2007: 9.452
- The Championship

2005-2006: 9.529
2004-2005: 11.656
- First Division

2003-2004: 10.500
2002-2003: 8.512
2001-2002: 13.380
- Football League Second Division

2000-2001: 11.442
1999-2000: 9.463
1998-1999: 6.958
1997-1998: 7.022
1996-1997: 7.753
- First Division

1995-1996: 9.559
1994-1995: 7.687
1993-1994: 10.100